# コンラッド・W・ホール
コンラッド・W・ホール（Conrad Winchester Hall、1958年11月13日 - ）は、アメリカ合衆国の撮影監督。

## 来歴
ロサンゼルス出身。撮影監督コンラッド・L・ホールの息子。父コンラッド・L・ホールが2003年の第75回アカデミー賞でアカデミー撮影賞を受賞した際、既に死去していた父に代わりオスカー像を受け取った。
1980年代からカメラアシスタント・オペレーターとして活動、2000年代から撮影監督を務める。

## 主な作品
- パニック・ルーム Panic Room (2002)
- パニッシャー The Punisher (2004)
- トゥー・フォー・ザ・マネー Two for the Money (2005)
- エターナル・キス Elvis and Anabelle (2007)
- 奇跡のロングショット The Longshots (2008)
- エンド・オブ・ホワイトハウス Olympus Has Fallen (2013)
- ファナティック ハリウッドの狂愛者 The Fanatic (2019)
- スリープオーバー ～夜の大冒険～ The Sleepover (2020)